# Abdalla Hamdok
Abdalla Hamdok (in arabo عبدالله حمدوك‎?; Kordofan, 1º gennaio 1956) è un economista, politico e funzionario sudanese, Primo ministro del Sudan dal 21 agosto 2019 al 25 ottobre 2021 e nuovamente dal 21 novembre 2021 al 2 gennaio 2022.
Prima di diventare Primo ministro, Abdalla Hamdok ha ricoperto numerose posizioni amministrative a livello nazionale e internazionale. In particolare, dal 2011 al 2018 ha ricoperto la carica di vicesegretario esecutivo della Commissione economica per l'Africa delle Nazioni Unite.
Aveva ricoperto la carica di Primo ministro dal 21 agosto 2019, a seguito del passaggio di poteri dal Consiglio Militare di Transizione al Consiglio Sovrano del Sudan (trasferimento inquadrato nella transizione democratica) sino al 25 ottobre 2021, giorno in cui venne destituito e arrestato a seguito di un colpo di Stato militare organizzato dal generale Abdel Fattah Abdelrahman Burhan. A partire dal 21 novembre 2021 è reintegrato nella carica di Primo ministro, e contestualmente sono liberati i prigionieri politici, a seguito di un nuovo accordo con i militari. Si dimette però il 2 gennaio 2022 a seguito della violenta repressione delle proteste contro i militari, ammettendo di non essere riuscito a ridare il potere ai civili.

## Biografia

### Educazione
Abdalla Hamdok si è laureato un Bachelor of Science all'università di Khartum e ha ottenuto un dottorato in scienza economiche all'università di Manchester.

### Carriera
Dal 1981 al 1987, Abdalla Hamdok è stato un alto funzionario nel Ministero delle finanze e della pianificazione economica del Sudan.
Negli anni 1990 ha ricoperto posizioni di rilievo per Deloitte & Touche e per l'Organizzazione internazionale del lavoro in Zimbabwe, e successivamente ha lavorato per diversi anni per la Banca africana di sviluppo in Costa d'Avorio. Ha poi ricoperto dal 2003 al 2008 la carica di direttore regionale per l'Africa e il Medio Oriente presso l'Istituto internazionale per la democrazia e l'assistenza elettorale.
Hamdok ha lavorato per le Nazioni Unite nella Commissione economica per l'Africa (UNECA) nel 2001 e nel 2002 come Director of Regional Integration and Trade e poi dal novembre 2011 all'ottobre 2018 come Vicesegretario esecutivo dell'UNECA. Lo staff dell'UNECA lo ha descritto come "un vero panafricanista, un diplomatico, un uomo umile e una mente disciplinata e brillante".
Nel settembre 2018, Hamdok venne nominato ministro delle finanze dal presidente Omar Al Bashir, ma egli rifiutò l'incarico.

### Primo ministro del Sudan

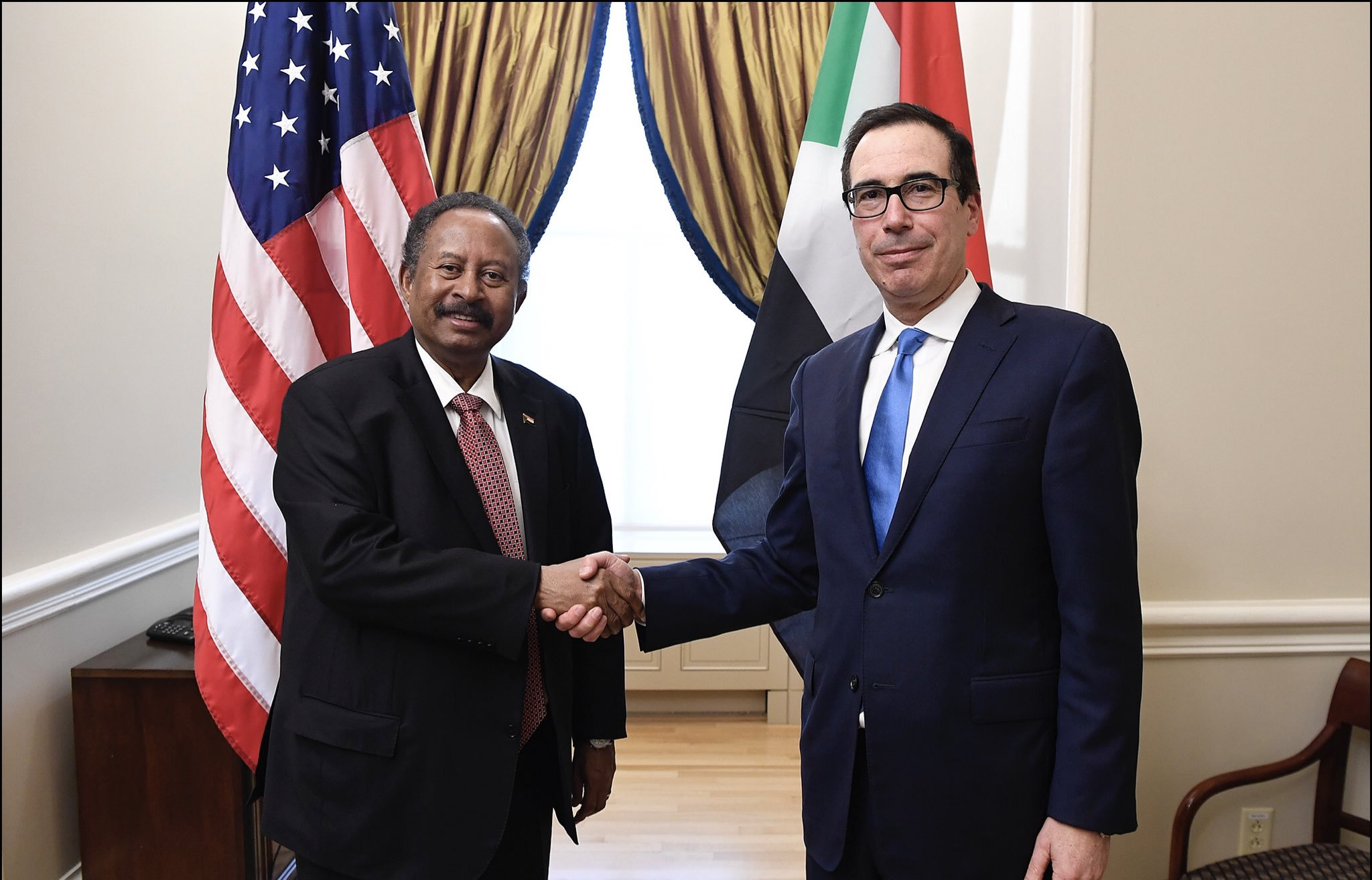
Abdalla Hamdok con Steven Mnuchin al Dipartimento del tesoro degli Stati Uniti d'America nel 2019.

A seguito dell'inizio della transizione democratica in Sudan, scaturita dalla Rivoluzione sudanese del 2019, la possibilità che Hamdok venisse proposto come primo ministro dalle Forze per la Libertà e il Cambiamento (FFC) venne accennata nel giugno 2019 da un portavoce dell'FFC e ad agosto dal Sudan Daily. Le procedure per la transizione vennero ufficialmente definite nell'accordo politico firmato il 17 luglio 2019 dall'FFC e dal Consiglio Militare di Transizione (TMC) e nella dichiarazione costituzionale firmata dalle stesse parti il 4 agosto 2019.
Il Consiglio Sovrano del Sudan (composto da civili e militari) nominò Hamdok come primo ministro del Sudan il 20 agosto 2019, come previsto nella dichiarazione costituzionale, e il 21 agosto Hamdok prestò giuramento. Secondo l'articolo 19 della dichiarazione costituzionale, in quanto ministro del periodo di transizione democratica, Hamdok ha il divieto di candidarsi alle elezioni del 2022.
Come primo ministro, Hamdok selezionò il suo gabinetto dei ministri. Il 4 ottobre 2019, attuò un'epurazione della leadership delle università sudanesi invischiata con il regime di Omar Al Bashir, licenziando 28 rettori universitari e 35 vice-rettori, e nominando 34 nuovi vice-rettori.
Il 9 marzo 2020, Hamdok sopravvisse ad un attentato contro la sua persona effettuato con una autobomba ed avvenuto nella capitale Khartum, i cui colpevoli non sono ancora stati identificati. Nell'attentato vennero danneggiati almeno 3 veicoli, ma non ci furono vittime e un addetto alla sicurezza rimase leggermente ferito.
Il suo governo e il Consiglio Sovrano vennero rovesciati dal colpo di Stato militare del 25 ottobre 2021. A partire da 21 novembre è tornato a ricoprire la carica di Primo ministro, a seguito di un nuovo accordo con i militari. Si dimette però il 2 gennaio 2022 a seguito delle proteste contro il regime militare, represse nel sangue dall'esercito.

## Vita privata
Si è sposato nel 1993 a Manchester con l'economista Muna Abdalla, con la quale ha avuto due figli.

## Posizioni politiche

### Diritti delle donne
Come Primo ministro, Hamdok selezionò nell'agosto 2019 i suoi ministri da una lista di candidati propostagli dalle Forze per la Libertà e il Cambiamento (FFC), esclusi i ministri dell'interno e della difesa scelti dai membri militari del Consiglio Sovrano. Hamdok rimandò però la scelta dei candidati, affermando che nella lista erano presenti troppe poche donne. Affermò infatti che avrebbe "tenuto in considerazione un'equa rappresentanza femminile". Hamdok nominò poi quattro donne come ministri del suo gabinetto: Asma Mohamed Abdalla come ministro degli esteri, Lina al-Sheikh come ministro del lavoro e dello sviluppo sociale, Wala'a Essam al-Boushi come ministro per i giovani e lo sport e Intisar el-Zein Soughayroun come ministro dell'istruzione superiore.
Nel novembre 2019, il governo guidato da Hamdok abrogò tutte le leggi atte a reprimere le libertà di vestiario, movimento, associazione, lavoro e studio. Hamdok lodò le donne in un messaggio pubblicato sui social media, affermando che quelle leggi erano "uno strumento di sfruttamento, umiliazione, violazione e aggressione dei diritti dei cittadini".
Nel 2020, Hamdok approvò una legge che rese illegali le mutilazioni genitali femminili in Sudan.